# Guru

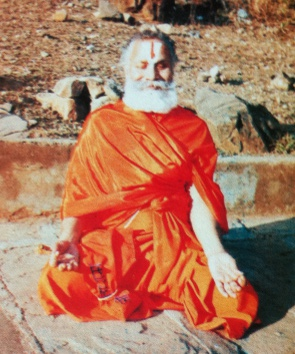
Un guru hindus meditând

Guru (Devanagari गुरु) este un termen sanscrit pentru "învățător", "ghid" sau "maestru spiritual", în special în religiile indiene. Tradiția hindusă guru-shishya (maestru-discipol) este  o doctrină religioasă milenară transmisă de la învățător la discipol, gurul fiind acela de la care discipolul primește inițieri și învățături în disciplina spirituală.
Guru este un simbol religios fundamental în  Hinduism, toate școlile filozofice  și devoționale hinduse, acordând o importanță maximă conceptului deoarece rezidă în chiar esența Hinduismului, scripturile hinduse (Vede, Upanișade, Bhagavad-gita).  Brahmanismul și întreaga societate hindusă antică aveau ca fundament revelația spirituală, structurându-se în jurul simbolului acestor scripturi, brahmanul sau preotul, cel care prin sacrificiu (yajna) și ritual menține vie tradiția spirituală. 
Întrucât termenul poate fi  folosit și pentru a desemna orice fel de învățător/profesor(spre exemplu poeta Maitreyi Devi îl consideră pe Rabindranath Tagore gurul ei literar), rishii sau sfinții sunt denumiți și prin termenul satguru care înseamnă guru autentic, adevărat, spiritual.
În tradiția spirituală hindusă guru este considerat ca fiind una cu Dumnezeu sau Dumnezeu însuși, Krishna fiind în acest sens cea mai cunoscută exemplificare a acestui concept, relația Krishna-Arjuna fiind modelul arhetipal al relației maestru-discipol. Mircea Eliade în Istoria  credințelor și ideilor religioase sintetizează :
 “S-ar putea spune că esența doctrinei revelate de Krishna e cuprinsă în această lapidară formulă: înțelege-Mă și imită-Mă. Căci tot ceea ce el dezvăluie despre ființă sa proprie și despre “comportamentul” său în Istorie trebuie să-i slujească drept model exemplar lui Arjuna: acesta găseste sensul vieții sale istorice și totodată dobândește eliberarea înțelegând ce este Krishna și ce face el. De altfel Krishna însuși insistă asupra valorii exemplare și soteriologice a modelului divin:”tot ceea ce face Căpetenia, ceilalți fac la fel: canonul pe care el îl ține, lumea îl urmează"(Bhagavad-gita, III,21) 

Angelo Morretta(Dan Petrașincu) consideră că Maeștrii sunt urmașii Brahminilor și Rishilor:"Între Rishi, Brahmani și Maeștri se poate indica o certă diferențiere pe care se coboară din preistorie în istorie.
Termenul Paramguru(guru al gurului) poate fi folosit și pentru a-l desemna pe Dumnezeu.

## Guru Gobind Singh- al zeceleaGuru(1666-1708)
- Guru Gobind Singh a fondat Khalsa, comunitatea sikh, in 1699, pentru a-i proteja pe membrii ei de persecuțiile religioase. El a chemat adepti dispuși să moară în numele credinței. Un sikh poartă cinci simboluri, cunoscute ca cele cinci "K", semn al loialității față de Khalsa. Printre ele sunt kirpan (pumnal) și kangha (pieptene). Alți guru mai sunt:
- Guru Nanak
- Guru Granth Sahib
- Guru Har Krishnan

## Guru în Hinduism
La nivel social și religios, gurul ajută la continuarea religiei și a modului de viață hindus (adică gurul e conservator, moral, respectabil, conformist și tradiționalist).

## Perspectivă occidentală
Din punct de vedere psihiatric, guru (pe tipic occidental) sunt psihotici sau schizoizi, care inventează un sistem religios nou, în care seduc adepți, diferența față de cei internați în ospicii este că ultimii nu racolează adepți.